# Frankie Faison
Frankie Russel Faison (Newport News, Virginia, 10 de junio de 1949), también acreditado como Frankie R. Faison,  es un actor estadounidense.

## Biografía
Faison nació en Newport News (Virginia), hijo de Carmena y Edgar Faison. Estudió drama en la Illinois Wesleyan University en Bloomington (Illinois). Está casado con Jane Mandel, con quien vive en Montclair (Nueva Jersey). Faison recibió un doctorado honorario de la Illinois Wesleyan University en 2002

### Carrera
Faison inició su carrera como actor en 1974 en la producción del Festival de Shakespeare de Nueva York de El rey Lear protagonizada por James Earl Jones. Su primer papel en televisión fue en la serie Hot Hero Sandwich en 1979. Su debut cinematográfico fue en Permanent Vacation en 1980. Luego de esto siguió una serie de papeles menores hasta 1986, cuando interpretó al Teniente Fisk en Manhunter. En ese mismo año, apareció en el filme de Stephen King Maximum Overdrive. En 1988 actuó en Coming to America junto a Eddie Murphy y James Earl Jones. Otra gran oportunidad para Faison fue su papel como Barney en The Silence of the Lambs, donde tuvo la oportunidad de trabajar con Anthony Hopkins y Jodie Foster. Él repitió el papel de Barney en las secuelas Hannibal y Red Dragon, lo que lo convirtió en el único actor en participar en las primeras cuatro adaptaciones de la saga de Hannibal Lecter.
Faison actuó en la temporada 1990-1991 de la sitcom de Fox True Colors junto a Stephanie Faracy y Nancy Walker. Sin embargo, en la siguiente temporada fue reemplazado con Cleavon Little. En 1992, Faison apareció en Freejack junto a Hopkins, Mick Jagger y Emilio Estévez. En 1998, Faison tuvo un papel regular en la serie de ciencia ficción Prey. Faison personificó a Ervin Burrell en el drama de HBO The Wire. Uno de sus papeles más recientes es como L.B. Brown en la película Meet the Browns.

## Filmografía
- Luke Cage (2016, serie original de Netflix)
- Banshee (2013-2016, serie de TV)
- Mayor Cupcake (2011)
- One Life to Live (2009-2010, serie de TV)
- Lie to Me (2010, serie de TV)
- Blue Bloods (2010, serie de TV)
- The Good Wife (2010, serie de TV)
- Grey's Anatomy (2009, serie de TV)
- For Sale by Owner (2009)
- Cirque du Freak: The Vampire's Assistant (2009)
- Brief Interviews with Hideous Men (2009)
- Splinterheads (2009)
- Order of Redemption (2009)
- Adam (2009)
- Nick and Norah's Infinite Playlist (2008)
- For Sale by Owner (2008)
- Meet the Browns (2008)
- The Wire (2002-2008, serie de TV)
- My Blueberry Nights (2007)
- Premium (2006)
- In Good Company (2004)
- Crutch (2004)
- The Cookout (2004)
- Messengers (2004)
- White Chicks (2004)
- America Brown (2004)
- Gods and Generals (2003)
- Highwaymen (2003)
- Red Dragon (2002)
- Showtime (2002)
- Call Me Claus (2001, telefilme)
- Thirteen Conversations About One Thing (2001)
- Down to Earth (2001)
- Hannibal (2001)
- The Sleepy Time Gal (2001)
- Gina, an Actress, Age 29 (2001, cortometraje)
- Where the Money Is (2000)
- A Little Inside (1999)
- The Thomas Crown Affair (1999)
- Oxygen (1999)
- Orson Welles Sells His Soul to the Devil (1999)
- All My Children (1998-1999, serie de TV)
- Prey (1998, serie de TV)
- Julian Po (1997)
- The Rich Man's Wife (1996)
- Albino Alligator (1996)
- Mother Night (1996)
- The Stupids (1996)
- Jaded (1996)
- The Langoliers (1995, telefilme)
- Roommates (1995)
- Heading Home (1995)
- I Love Trouble (1994)
- The Spider and the Fly (1994)
- Money for Nothing (1993)
- Sommersby (1993)
- Freejack (1992)
- City of Hope (1991)
- The Silence of the Lambs (1991)
- True Colors (1990, serie de TV)
- Betsy's Wedding (1990)
- Common Ground (1990, telefilme)
- Do the Right Thing (1989)
- Mississippi Burning (1988)
- Coming to America (1988)
- Manhunter (1986)
- Maximum Overdrive (1986)
- Esta casa es una ruina (1986)
- Exterminator 2 (1984)
- C.H.U.D. (1984)
- Sessions (1983, telefilme)
- Hanky Panky (1982)
- Cat People (1982)
- A Little Sex (1982)
- Ragtime (1981)
- Permanent Vacation (1980)
- Hot Hero Sandwich (1979, serie de TV)
- King Lear (1974, serie de TV)